# Eurogames (Spieleverlag)
Eurogames war ein französischer Spieleverlag.
Der 1984 gegründete Spieleverlag Jeux Rexton vertrieb die Konfliktsimulation Cry Havoc und verschiedene Ableger davon in Frankreich. Eurogames wurde Anfang 1989 von Jeux Rexton gegründet und vom italienischen Spieleautor Duccio Vitale geleitet. Eurogames übernahm anfangs sechs Spiele des bankrotten italienischen Spieleverlags International Team: Little Big Horn, Yom Kippur, Okinawa, Colonisator, Zargos und Fief 2.
Ende 1989 beendete Jeux Rexton alle Aktivitäten im Spielebereich und Eurogames wurde unabhängig.
Eurogames wurde später vom Verlag Jeux Descartes aufgekauft und die Spiele erschienen unter dem Label Eurogames / Descartes. Nach dem Bankrott von Jeux Descartes übernahm der französische Verlag Asmodée Editions am 3. September 2004 die Rechte.
In einem kurzen Zwischenspiel wurden Eurogames-Lizenzen an den Verlag Café Games vergeben.